# Trilogía de Berlín

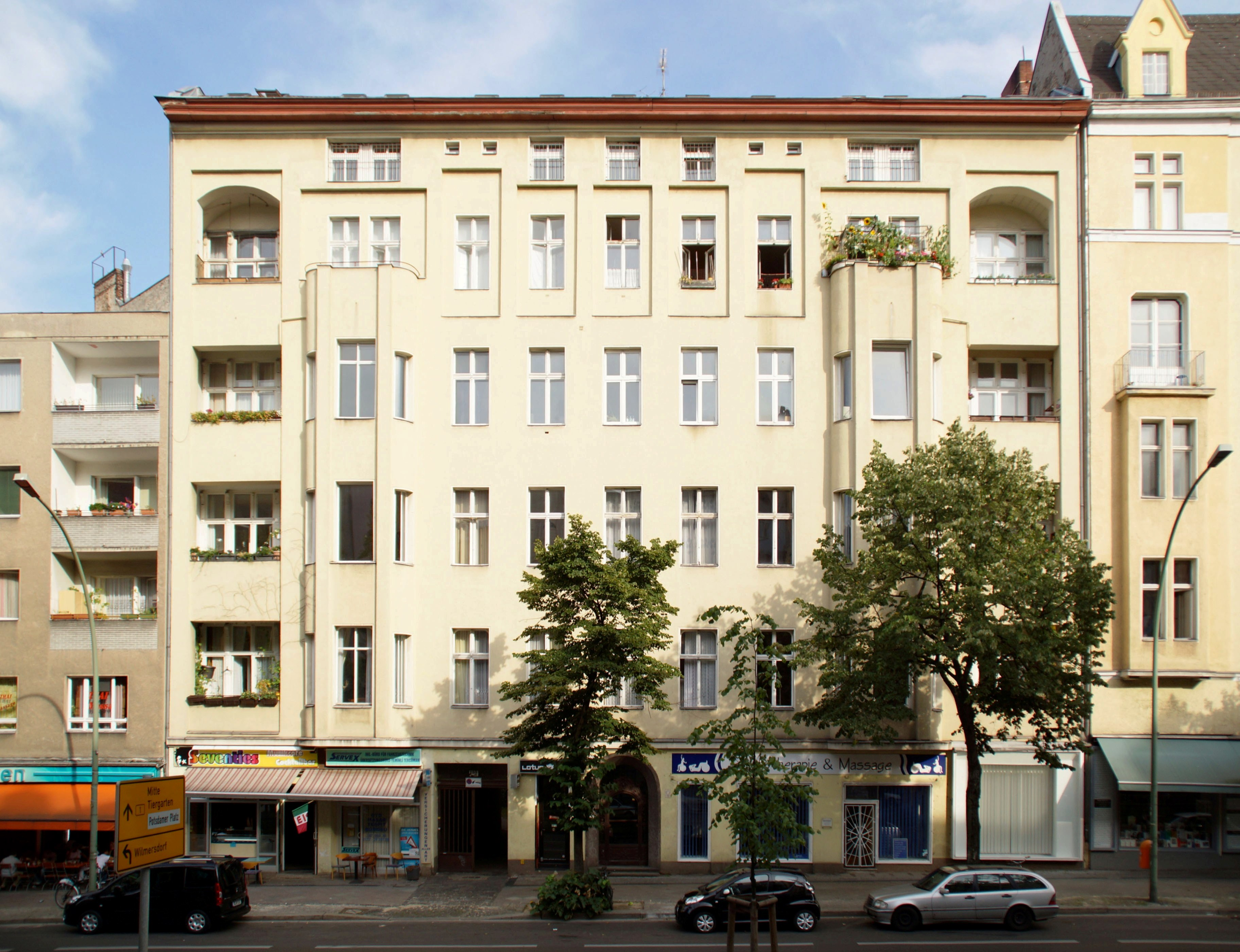
Apartamento en el barrio berlinés de Schöneberg, en el cual vivieron David Bowie e Iggy Pop entre 1976 y 1978.

La Trilogía de Berlín (Berlin Trilogy en inglés) es una serie de álbumes de David Bowie grabados en colaboración con Brian Eno en la década de 1970. Los álbumes son Low, “Heroes” y Lodger.
Se popularizaron con el nombre de "Trilogía de Berlín" porque Bowie estaba viviendo en el Berlín Oeste cuando comenzó a gestarlos, y en ellos tuvo una gran influencia la escena musical de Alemania del Oeste de entonces, principalmente de grupos de krautrock como Kraftwerk (quienes, en la canción "Trans Europa Express" mencionan las letras "From station to station / back to Düsseldorf City / Meet Iggy Pop and David Bowie" [de estación a estación / de regreso a la ciudad de Düsseldorf / se encuentran Iggy Pop y David Bowie] como una señal del trabajo de los dos artistas en Berlín). Los álbumes son experimentales y se ubican entre los más respetados en el catálogo de Bowie. Entre los estilos posteriores influidos por los álbumes se encuentran el New Wave, el post-punk y la música industrial.
La exactitud del apodo "Trilogía Berlin" es debatida, ya que solo "Heroes" fue grabado completamente en Berlín, mientras que ninguno de los temas de Lodger se grabó en Berlín, pero el término fue utilizado por el propio Bowie para describir los álbumes.
El crédito por producir los álbumes es ocasionalmente otorgado en forma errónea a Brian Eno a causa de su extensiva participación en la trilogía y su bien conocido trabajo de producción con otros artistas. Aunque Eno tocó en todas las grabaciones y coescribió un número de canciones, los tres álbumes fueron producidos de hecho por Bowie y Tony Visconti. La guitarra principal en el álbum "Heroes" era Robert Fripp, y la guitarra principal en el álbum Lodger era Adrian Belew; esos dos guitarristas más tarde formaron una sociedad en un reencarnado King Crimson que ha durado cerca de tres décadas. La experiencia compartida con Bowie más tarde condujo a Crimson a interpretar regularmente "'Heroes'" en su gira de 2000.